# Canenx-et-Réaut
Canenx-et-Réaut é uma comuna francesa na região administrativa da Nova Aquitânia, no departamento Landes. Estende-se por uma área de 30,6 km². Em 2010 a comuna tinha 164 habitantes (densidade: 5,4 hab./km²).